# Thallomys paedulcus
Thallomys paedulcus är en däggdjursart som först beskrevs av Carl Jakob Sundevall 1846.  Thallomys paedulcus ingår i släktet Thallomys och familjen råttdjur. IUCN kategoriserar arten globalt som livskraftig. Inga underarter finns listade.

## Utseende
Arten når en kroppslängd (huvud och bål) av 12 till 16,3 cm och därtill kommer en lika lång eller något längre svans. Vikten är 63 till 100 g. Den mjuka och täta pälsen har på ovansidan en vitaktig färg medan undersidan är gulgrå. I motsats till arten Thallomys nigricauda, som har en svart svans, har Thallomys paedulcus en brunaktig svans. Dessutom är de mörka ögonringarna hos Thallomys paedulcus inte lika tydliga. De långa fram- och bakfötterna är utrustade med böjda klor.

## Utbredning och habitat
Denna gnagare förekommer från södra Etiopien och centrala Somalia till Angola och nordöstra Sydafrika. Habitatet utgörs av buskskogar, ofta med akacior som dominerande växt. Individerna lever i familjegrupper som bygger ett näste av växtdelar.

## Ekologi
Individerna är aktiva på natten och klättrar främst i växtligheten. De bygger bon av kvistar, gräs och blad som ofta platseras vid trädens rötter. Hanens revir överlappar med reviren av olika honor och vid kanterna även med revir av andra hanar. Thallomys paedulcus föredrar olika delar av akacior som föda som blad, frön, bär, unga skott och naturgummi. Födan kompletteras med gräs och andra växter samt i mindre mått med ryggradslösa djur och kadaver. Ofta transporteras födan till boet.
Akaciorna i utbredningsområdet har taggar som ger skydd mot potentiella fiender. Ibland faller arten offer för ugglor eller för trädlevande ormar.
Fortplantningen sker under sommarens regntid mellan april och juli. Honor kan ha två kullar under tiden med 3,5 månader mellanrum. En kull har två till fem ungar som väger i början 2,5 till 2,8 g. Ungarna diar sin mor 28 till 31 dagar. De blir könsmogna efter cirka 107 dagar. I fångenskap lever arten ungefär tre år.